# Shane Kelly
Shane John Kelly (Ararat, 7 januari 1972) is een voormalig Australisch baanwielrenner, gespecialiseerd in de 1km tijdrit en de teamsprint. Hij nam deel aan de Olympische Spelen van 1992, 1996, 2000, 2004 en 2008 en won hierbij een zilveren en twee bronzen medailles.
Kelly won in 1995, 1996 en 1997 het wereldkampioenschap op de 1km tijdrit. In 1996 werd hij ook nog wereldkampioen teamsprint samen met Darryn Hill en Gary Neiwand.

## Belangrijkste resultaten
1992
- Olympische Zomerspelen, 1km tijdrit

1993
- Wereldkampioenschap baanwielrennen, 1km tijdrit

1994
- Gemenebestspelen, 1 km tijdrit
- Wereldkampioenschap baanwielrennen, 1km tijdrit

1995
- Wereldkampioenschap baanwielrennen, 1km tijdrit
- Wereldrecord 1 km tijdrit amateurs

1996
- Wereldkampioenschap baanwielrennen, 1km tijdrit
- Wereldkampioenschap baanwielrennen, teamsprint (samen met Darryn Hill en Gary Neiwand)

1997
- Wereldkampioenschap baanwielrennen, 1km tijdrit
- Wereldkampioenschap baanwielrennen, teamsprint (samen met Danny Day en Sean Eadie)

1998
- Gemenebestspelen, 1 km tijdrit
- Wereldkampioenschap baanwielrennen, 1km tijdrit
- Wereldkampioenschap baanwielrennen, teamsprint (samen met Danny Day en Graham Sharman)

1999
- Wereldkampioenschap baanwielrennen, 1km tijdrit

2000
- Olympische Zomerspelen, 1km tijdrit

2002
- Wereldkampioenschap baanwielrennen, 1km tijdrit

2003
- Wereldkampioenschap baanwielrennen, 1km tijdrit

2004
- Olympische Zomerspelen, keirin

2005
- Wereldkampioenschap baanwielrennen, keirin

2006
- Gemenebestspelen, teamsprint (samen met Ryan Bayley en Shane Perkins)
- Wereldkampioenschap baanwielrennen, teamsprint (samen met Ryan Bayley en Shane Perkins)